# Dianthus pinifolius
Dianthus pinifolius är en nejlikväxtart. Dianthus pinifolius ingår i släktet nejlikor, och familjen nejlikväxter.

## Underarter
Arten delas in i följande underarter:
- D. p. lilacinus
- D. p. pinifolius
- D. p. serbicus
- D. p. tenuicaulis

## Bildgalleri

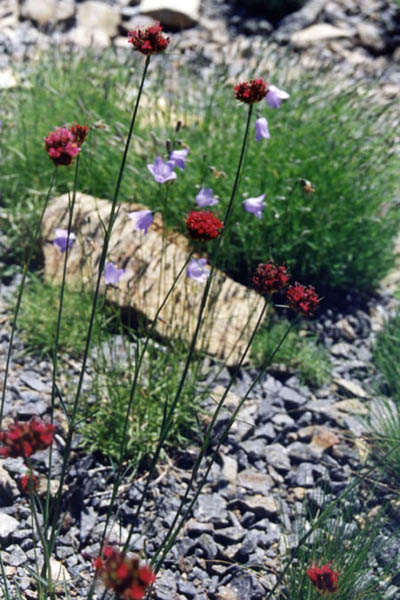
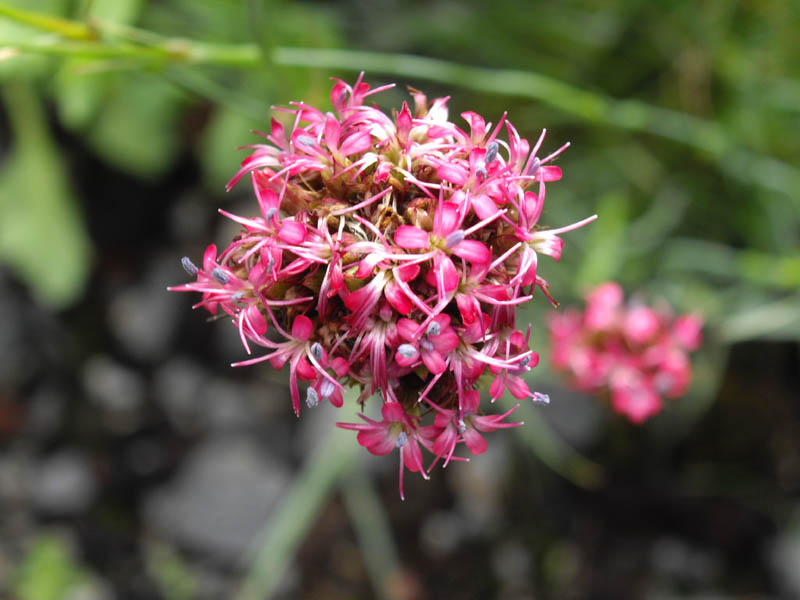